# Kamigōri
Kamigōri (japanska: 上郡町?, Kamigōri-chō) är en landskommun (köping) i Hyōgo prefektur i Japan.  